# Sten Bergman (musiker)
Sten Anders Bergman, född 12 december 1942 i Högalids församling, Stockholm, död 13 mars 2015 i Prag (folkbokförd i Högalids församling, Stockholm), var en svensk musiker (klarinettist, organist, flöjtist) och kompositör.
Bergman gick ut Kungliga Musikhögskolan i Stockholm 1966. Efter att ha varit medlem i Jan Rohdes The New Wild Ones var han medlem i banden Quints (som medverkar på det 1967 utgivna samlingsalbumet Zingotoppen), Atlantic Ocean och Fläsket brinner. År 1970 var han tillsammans med Bo Anders Persson initiativtagare till de första Gärdesfesterna.
År 1974 utgav Bergman det av Anders Burman producerade soloalbumet Lyckohjulet (Gump 6) på vilket även medverkar gitarristen Bengt Dahlén och basisten Per Bruun, båda från Fläsket Brinner, keyboardisten Christer Bjernelind från Archimedes badkar och trummisen Thomas Mera Gartz från Träd, Gräs och Stenar. Han medverkade även på musikalbum av bland andra Bo Hansson och Cornelis Vreeswijk. Bergman var även verksam som kompositör och musiker för Riksteatern och Stockholms Stadsteater på 1970- och 80-talet.